# Чхоллівуд
Чхоллівуд — це неформальна назва кіноіндустрії індійського штату Чхаттісґарх. Кінострічки виготовляються мовою чхаттісґархі з центром виробництва у місті Райпур. Поширюються, крім власного штату, в сусідніх індійських штатах Мадх'я-Прадеш, Біхар та Орісса.

## Заснування
Чхоллівуд є один з наймолодших центрів створення кінострічок в Індії. Тривалий час перебував у занедбані, місцева аудиторія користувалася бенгальськими та боллівудськими фільмами. Лише у 1965 році було створено перший фільм мовою чхаттісґархі — «Кахі Дебе Сандеш» (режисер — Ману Найяк). Став одним з улюблених фільмів прем'єр-міністра Індії Індіри Ганді. Він заклав основну тенденцію в тематиці фільмів Чхоллівуду — історії про кохання та соціальні драми.
Разом з тим незначні здоби призвели до того, що фільми мовою чхаттісґархі майже не випускалися до 1995 року. У 2000 році завдяки кіношедевру режисера Сатіша Джайна «Мон Чхайнха Бхуін'я» відбулося нове відродження кіноіндустрії, а через 3 дні після випуску його кінотеатрами індійський прем'єр-міністр Атал Біхарі Ваджпаї оголосив про створення штату Чхаттісґарх. Це надало імпульсу в становленні й розвитку Чхоллівуду.

## Сучасність
У 2005 році було знято перший суто музичний фільм «Бхакла» режисера Дінеш Патела. Відтоді відбувається стрімке піднесення кіноіндустрії штату. Значущими кінострічками стали «Майя», «Тура Рікшавала», "Лайла Тіп-Топ Чхайла Агута Чха"п режисера Сатіш Джайна. В Райпурі була започаткована власна кінопремія. У 2010—2015 роках вийшли фільми, що також здобули значну популярність — «Герой № 1» режисера Ашіма Багчі, «Мон Манн Ке Бахрам» режисерів Ґір Ганджвали, Карми Такапи й Абхішека Варми, «Майя-2» режисера Пракаша Авасті.